# WASP-92
WASP-92 — одиночная звезда в созвездии Геркулеса на расстоянии приблизительно 1728 световых лет (около 530 парсек) от Солнца. Видимая звёздная величина звезды — +12,92m.
Вокруг звезды обращается, как минимум, одна планета.

## Характеристики
WASP-92 — жёлто-белая звезда спектрального класса F7V, или F7. Масса — около 1,19 солнечной, радиус — около 1,26 солнечного, светимость — около 1,882 солнечной. Эффективная температура — около 5903 K.

## Планетная система
В 2016 году группой астрономов, работающих в рамках программы SuperWASP, было объявлено об открытии планеты WASP-92 b.